# Verticillium insectorum
Verticillium insectorum är en svampart som först beskrevs av Petch, och fick sitt nu gällande namn av W. Gams 1971. Verticillium insectorum ingår i släktet Verticillium och familjen Plectosphaerellaceae.   Inga underarter finns listade i Catalogue of Life.